# Hydrolytische Klasse
Die hydrolytische Klasse oder auch hydrolytische Resistenz eines Glases quantifiziert das Maß für die Extrahierbarkeit basischer Verbindungen aus dem Glas durch den Angriff von Wasser bei 98 °C. Die hydrolytische Klasse ist auch Grundlage für die Einteilung von Glasarten für die pharmazeutische Verwendung nach dem Europäischen Arzneibuch. Für die Ermittlung der hydrolytischen Klasse besteht der normierte Test ISO 719 (DIN 12111). Die Einteilung der Glassorten erfolgt dabei in fünf Klassen nach folgender Prozedur: 2 g Glas, Korngröße 300–500 μm, wird 60 min in 50 ml deionisiertem Wasser der Güte 2 bei 98 °C gekocht. 25 ml der erhaltenen Lösung wird gegen 0,01 mol/l HCl bis zur Neutralisation titriert. Das Volumen der verbrauchten HCl wird notiert und das Glas klassifiziert nach den Angaben in folgender Tabelle:
| Verbrauchte 0.01M HCl, um extrahierte basische Oxide zu neutralisieren, ml | Extrahiertes Na2O- Äquivalent, μg | Hydrolytische Klasse |
| -------------------------------------------------------------------------- | --------------------------------- | -------------------- |
| bis zu 0,1                                                                 | bis zu 31                         | 1                    |
| mehr als 0,1 bis zu 0,2                                                    | mehr als 31 bis zu 62             | 2                    |
| mehr als 0,2 bis zu 0,85                                                   | mehr als 62 bis zu 264            | 3                    |
| mehr als 0,85 bis zu 2,0                                                   | mehr als 264 bis zu 620           | 4                    |
| mehr als 2,0 bis zu 3,5                                                    | mehr als 620 bis zu 1085          | 5                    |
| mehr als 3,5                                                               | mehr als 1085                     | >5                   |

Der normierte Test ISO 719 ist demzufolge nicht für Gläser geeignet, die nur wenig oder keine extrahierbaren basischen Bestandteile enthalten, aber dennoch von Wasser angegriffen werden, zum Beispiel Quarzglas, B2O3-Glas, oder P2O5-Glas.
Gebräuchliche Gläser werden in folgende Klassen unterschieden:
Hydrolytische Klasse 1 (Typ I)
Zu dieser Klasse, auch als Neutralglas bezeichnet, gehören Borosilikatgläser (zum Beispiel Duran, Pyrex, Fiolax u. a.). Glas dieser Klasse enthält wesentliche Mengen an Bor-, Aluminium- oder Erdalkalioxiden. Durch seine Zusammensetzung besitzt Neutralglas sowohl eine große Resistenz gegen Temperaturschock als auch höchste hydrolytische Resistenz. Es weist gegenüber sauren und neutralen Lösungen eine sehr gute chemische Beständigkeit auf, aufgrund des geringen Alkaligehalts auch gegenüber alkalischen Lösungen.
Hydrolytische Klasse 2 (Typ II)
Hier handelt es sich üblicherweise um Natronkalk-Silikatglas mit sehr hoher hydrolytischer Resistenz durch Oberflächenveredelung. Natronkalk-Silikatglas ist ein Silikatglas, das Alkali- und Erdalkalioxide, hauptsächlich Natrium- und Calciumoxid enthält.
Hydrolytische Klasse 3 (Typ III)
Glas der 3. hydrolytischen Klasse besteht üblicherweise aus Natronkalk-Silikatglas und besitzt eine mittlere hydrolytische Resistenz, welche mindestens zehnmal niedriger ist als bei Glas der 1. Klasse.
Von der hydrolytischen Klasse nach DIN 12111 (ISO 719) sind die Säureklasse nach DIN 12116 und die Laugenklasse nach DIN 52322 (ISO 695) zu unterscheiden.